# Radwin

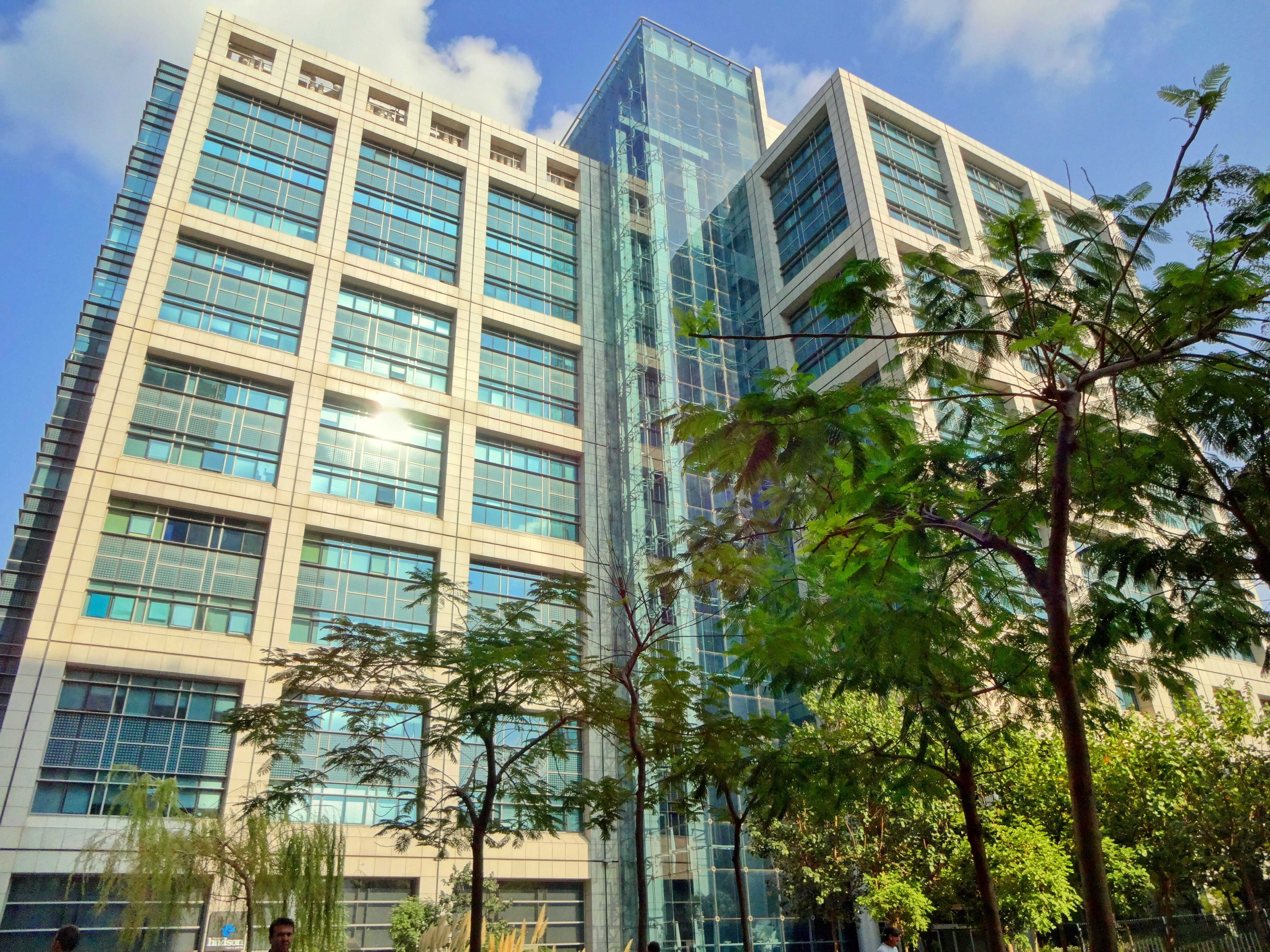
Siedziba Radwin w Ramat ha-Chajjal, Tel Awiw

RADWIN – firma telekomunikacyjna zajmująca się projektowaniem i produkcją urządzeń do obsługi bezprzewodowej, dwupunktowej i wielopunktowej szerokopasmowej transmisji danych. Z oferowanych przez nią rozwiązań korzystają dostawcy usług telekomunikacyjnych i internetowych, rady miejskie, społeczności w odległych rejonach, sieci prywatne. RADWIN dostarcza również rozwiązania do zastosowań w transporcie, m.in. w metrze, autobusach, na promach i lotniskach oraz w pojazdach takich jak wozy policyjne czy załogowa i bezzałogowa maszyneria w kopalniach i portach. Urządzenia RADWIN wykorzystywane są także w komórkowych i internetowych rozwiązaniach typu backhaul, domowym i firmowym szerokopasmowym dostępie do Internetu, prywatnej łączności sieciowej oraz sieciach monitoringu.
Produkty RADWIN używane są w ponad 150 krajach; liczbę łącznie wdrożonych urządzeń szacuje się na ponad 100 000. Firma posiada siedziby w Polsce, Brazylii, Salwadorze, Chinach, Kolumbii, Indiach, Izraelu, Meksyku, Peru, Filipinach, Singapurze, Republice Południowej Afryki, Rosji, Hiszpanii, Tajlandii, Wielkiej Brytanii i Stanach Zjednoczonych.

## Historia
Firmę założył w 1997 r. Sharon Sher. Podczas obowiązkowej służby wojskowej został przydzielony do elitarnego oddziału badawczego, gdzie pracował nad projektami związanymi z systemami telekomunikacyjnymi i komunikacją bezprzewodową. Po uzyskaniu dyplomów Uniwersytetu Hebrajskiego w Jerozolimie z dziedziny matematyki i fizyki oraz stopnia magistra inżynierii elektronicznej na Uniwersytecie Tel Awiwu, w 1997 r. zarejestrował firmę RADWIN. Pierwszymi produktami były systemy transmisji dwupunktowej.

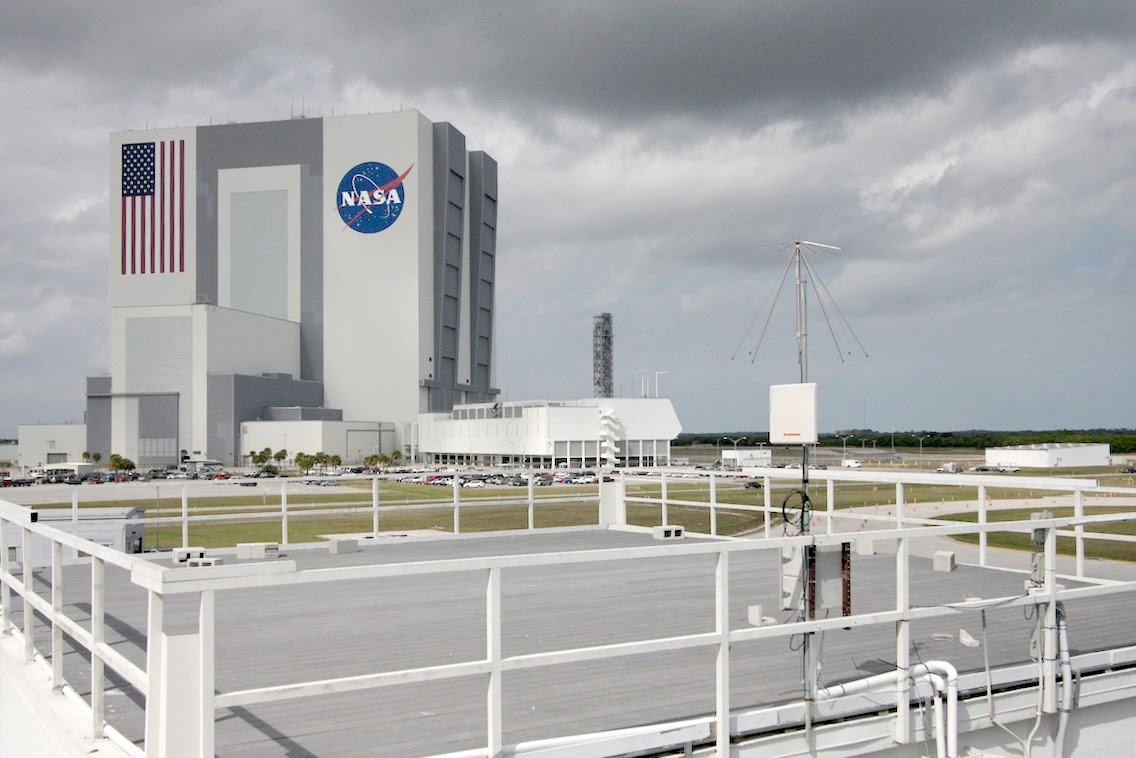
System działa na RADWIN Centrum Kosmiczne imienia Johna F. Kennedy’ego na Florydzie

Do roku 2005 firma sprzedała ponad 10 000 odbiorników, a dzięki wdrożeniu ponad 1000 łączy jej działalność została uznana za jeden z największych azjatyckich projektów łączności typu backhaul. RADWIN został wybrany przez Indian Railways do rozbudowy łączności w pociągach; w tym samym roku powstała siedziba firmy w Indiach. Po klęsce tsunami w 2004 r. RADWIN ofiarował Tajlandii 1000 urządzeń do bezprzewodowej szerokopasmowej transmisji danych, by wspomóc odbudowę jej sieci telekomunikacyjnej.
W 2006 r. firma wprowadziła na rynek swoje pierwsze urządzenia do transmisji wielopunktowej. Do roku 2007 RADWIN sprzedał ponad 50 000 urządzeń w ponad 70 krajach; w 2008 r. liczba ta wynosiła 100 000 urządzeń w ponad 100 krajach.
W 2013 r. opracowane przez RADWIN rozwiązanie FiberinMotion zostało wdrożone przez metro moskiewskie, dzięki czemu pociągi uzyskały w tunelach szerokopasmową łączność bezprzewodową z poboczem, a pasażerom zapewniono podczas jazdy dostęp do szybkiego Internetu (900 Mbit/s).

## Wyróżnienia
- 2004 – Nagroda Prezydenta WISP[5]
- 2005 – Nagroda z rąk księżniczki Tajlandii Maha Chakri Sirindhorn za pomoc w usuwaniu zniszczeń po klęsce tsunami.
- 2008, 2009, 2010 i 2011 – miejsce na liście Deloitte Technology Fast 50.[6]
- 2010 – pochwała ze strony Izby Gospodarczej Izrael-Ameryka Łacińska za „wyjątkowe dokonania i długotrwałe wsparcie” w dziedzinie dwustronnej wymiany handlowej pomiędzy Izraelem i Ameryką Łacińską.